# 粤中八角
粤中八角（学名：Illicium tsangii）是五味子科八角属的植物，是中国的特有植物。分布于中国大陆的广东等地，生长于海拔200米至500米的地区，常生长在干旱的树林、沼泽及路边的灌丛中，目前尚未由人工引种栽培。